# Dendrelaphis haasi
Dendrelaphis haasi is een slang uit de familie toornslangachtigen (Colubridae) en de onderfamilie Ahaetuliinae.

## Naam en indeling
De wetenschappelijke naam van de soort werd voor het eerst voorgesteld door het Duits-Nederlandse onderzoeksteam Gernot Vogel en Johan Van Rooijen in 2008. De soortaanduiding haasi is een eerbetoon aan C. P. J. De Haas omwille van zijn vergaarde collectie die van wetenschappelijke waarde is.

## Uiterlijke kenmerken
Dendrelaphis haasi is een veelkleurige soort die een totale lichaamslengte bereikt van maximaal 95 centimeter, de staart is relatief veel langer dan die van andere slangen.

## Verspreiding en habitat
De slang komt voor in delen van Azië en leeft in de landen Singapore, Maleisië (inclusief Tiomaneiland), Indonesië (Sumatra (inclusief Nias, de Mentawei Archipel en Belitung), Java en Borneo). De soort is niet giftig en leeft van hagedissen.
De habitat bestaat uit vochtige tropische en subtropische laaglandbossen. Ook in door de mens aangepaste streken zoals landelijke tuinen kan de slang worden aangetroffen.

## Beschermingsstatus
Door de internationale natuurbeschermingsorganisatie IUCN is de beschermingsstatus 'veilig' toegewezen (Least Concern of LC).